# CiviCRM
CiviCRM és una aplicació web de gestió de relació amb els clients orientada a les ONG i altres  organitzacions sense ànim de lucre, com entitats del tercer sector, col·legis professionals, associacions, etc. És distribuïda sota llicència GNU AGPL v3 i està recomanada per la FSF.
Des del punt de vista funcional, permet gestionar els membres de l'organització, els voluntaris, els contactes als quals es fa difusió o dels quals es capten fons. També permet gestionar butlletins per correu electrònic (e-newsletters), la comunicació interna dels grups de treball, els projectes de micromecenatge, etc. Tècnicament, es tracta d'un programari lliure, basat en la web, que funciona amb els gestors de contingut més populars com Drupal, sobre el qual es desenvolupa, i també Wordpress i Joomla. Està traduït a nombroses llengües, entre elles, el català.
CiviCRM és utilitzat per moltes grans ONGs, entre elles, Amnistia Internacional, Creative Commons, la Free Software Foundation, i la Fundació Wikimedia. El programari es pot baixar de SourceForge on va ser declarat «projecte del mes» el gener de 2011.
CiviMobile és una aplicació mòbil basada en CiviCRM, desenvolupada per l'empresa tecnològica nord-americana i ucraïnesa Agiliway. Això permet que les ONG i organitzacions sense ànim de lucre utilitzin les funcions de la plataforma CiviCRM en els seus telèfons intel·ligents. L'aplicació permet als usuaris gestionar els seus contactes, calendaris, tasques, accions, esdeveniments, reunions, pagaments de contactes i donacions des de la seva base de dades de CiviCRM. L'aplicació també inclou una funció de venda d'entrades mitjançant codi QR. Agiliway va llançar la vuitena versió de l'aplicació l'octubre de 2024.